# FANZA
FANZA(판자, ファンザ)는 주식회사 디지털 코머스(株式会社デジタルコマース)가 운영하는 일본의 전자 상거래 사이트 및 당사의 상표이다.

## 개요

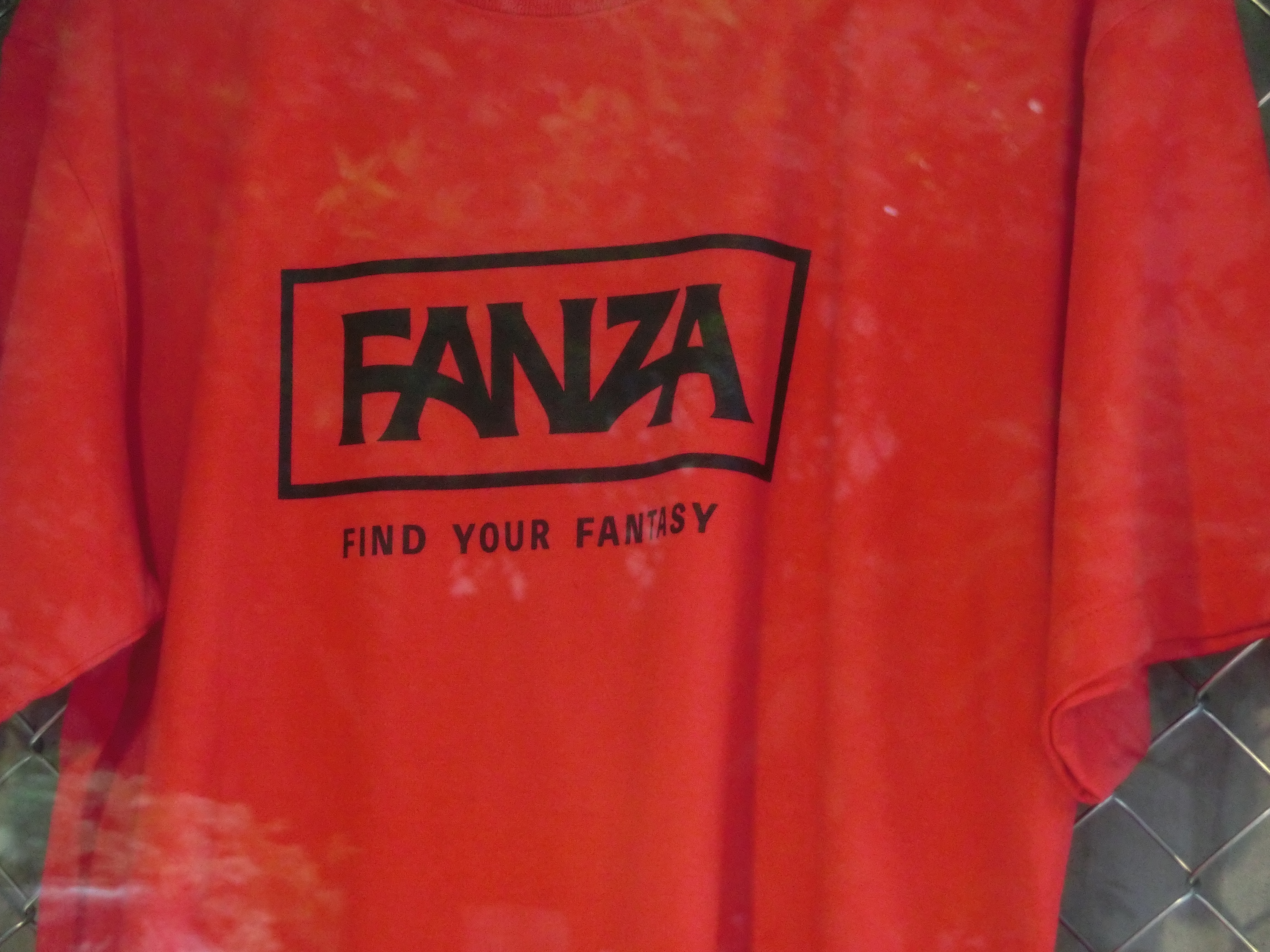
'FANZA×#FR2 @#FR2 GALLERY 2'에서의 로고 티셔츠

'FANZA'의 명칭은 'FANtasy'(판타지)의 'FAN'과 일본어의 '자'(座, 일본 헤이안 시대부터 센고쿠 시대까지 존재한 상공업자나 예능자의 동업자 조합)라는 의미와 'Z부터 A까지'라는 두 의미를 담은 'ZA'의 조어로 되어있다. 사명이 아닌 브랜드명이기에 후술하듯 타 업태에서 횡단적으로 사용한다.
상표 출원은 주식회사 디지털 코머스(株式会社デジタルコマース)이다.
명칭, 로고는 미국의 콜린즈사에 의뢰했고, 해외 진출을 생각해 영어권에서도 통하기 쉬운 명칭, 일본의 성 문화의 뉘앙스가 전해지는 명칭이라는 의도가 들어있다.
2021년도는 약 1050억의 매상을 올리는 등 일본의 성인 플랫폼 업계의 7할이라고 불리는 압도적인 점유율을 자랑한다.

## 연혁
- 2018년
  - 3월 1일 - 주식회사 디지털 코머스가 주식회사 DMM.com의 인터넷 서비스 사업의 일부를 양도받았고,[8][2], 'DMM.R18', 'R18.com', DMM.com의 미호다이ch(見放題ch) 라이트, DVD/CD 렌탈, 코믹스 렌탈의 운영 회사로 된다.
  - 8월 1일 - 주식회사 디지털 코머스의 성인 사업 'DMM.R18'가 'FANZA'로 명칭 변경[9]
  - 8월 1일 - 명칭 변경을 기념한 PR 캠페인으로 FANZA와 #FR2(주식회사 세노(せーの))의 콜라보 갤러리 'FANZA×#FR2 @#FR2 GALLERY 2'를 8월 1일~10월 31일의 3개월 한정으로 하라주쿠에서 오픈했다. 매주 말에는 AV 여배우 이벤트도 개최됐다.
  - 8월 22일, 지오티(ジーオーティー)가 발행하는 『월간 DMM』(月刊DMM)가 당일 발매의 2018년 10월호부터 『월간 FANZA』로 지명을 변경했다.
- 2019년
  - 3월 5일 - 본사를 이시카와현 가나자와시 모리토(森戸)에서 도쿄도 미나토구 시바 5초메 36번 7호로 이전.
  - 4월 24일 - FANZA 라이브 채팅에서 버추얼 라이브 채팅 플로어(β)를 오픈했다.[10]
  - 10월 2일 - FANZA 동영상, 980엔(세금 별도)으로 15만 편 이상의 성인 영상이 30일간 마음껏 볼 수 있는 정액 서비스 '미호다이ch 베이직'(見放題chベーシック)를 릴리스됐다.[11]
  - 11월 4일 - FANZA 동영상, 4K 성인 영상의 판매를 개시했다.[12]
  - 12월 1일 - comfy 주식회사를 합병.
- 2020년
  - 4월 20일 - 합동회사 EXNOA가 운영하는 성인 게임 플랫폼 'DMM GAMES.R18'가 'FANZA GAMES'로 변경했다.[13]
- 2021년
  - 2월 25일, 3월 말일로 프레스티지, DOC 등 프레스티지 그룹 작품의 동영상 전송 판매,[14] DVD 등의 통신 판매의 종료를 공지했다.[15]
  - 9월 중순부터 같은 해 6월 발매 이후의 SOD 크리에이트(SODクリエイト) 작품을 통판, 전송, 렌탈 각각을 중지했다.[16]
  - 12월 7일 - FANZA 라이브 채팅에서 버추얼 플로어를 정식 오픈했다.[17]
- 2022년
  - 2월 - 데이코쿠 데이터 뱅크(帝国データバンク) 발표의 매상이 1029억 엔으로 되었다.[18]
  - 3월 1일부터 SOD 크리에이트 작품의 취급을 순차 개시했다.[16][19]
  - 3월 15일 - FANZA 북스에서 웹툰 'EROTOON(에로툰)'의 전송을 개시했다.[20]
  - 5월 27일 - 꽝 없는 온라인 뽑기 서비스 'FANZA 온라인 뽑기'(FANZAオンラインくじ)를 개시했다.[21]
  - 8월 17일 - FANZA 동영상이 8K VR 동영상의 전송을 개시했다.[22]
  - 12월 1일 - DMM.com이 제공하는 구독 회원 시스템 'DMM 프리미엄'용 동영상 전송 서비스 'FANZA TV'의 제공을 개시했다.
- 2023년
  - 6월 - DMM 프리미엄 회원만이 가입 가능한 유료 동영상 전송 서비스 'FANZA TV Plus'의 제공을 개시했다.[23]
- 2024년
  - 2월 16일 - FANZA 5주년을 기념한 캠페인 걸로 가와키타 사이카, 이시카와 미오, 나나쓰모리 리리(七ツ森りり), miru, 운파이, 미야시타 레나(宮下玲奈)의 6명이 취임했다.[24]
  - 2월 17일 - miru,[25] 이시카와 미오,[26] 사쿠라 모모[27]의 3명이 출연하는 'JAV 해적판 대책 프로젝트'의 프로모션 영상을 제작했다. 번체자, 영어, 일본어판의 특설 사이트를 개설했고, 위법 업로드 피해 약 700억 엔(연), 위법 파일 공유 피해 약 500억 엔(연) 등의 피해액을 공표했다.[28]
  - 3월 4일 - 성인용 경품이 획득 가능한 온라인 크레인 게임 'FANZA 캐치'(FANZA キャッチ)를 개시했다.[29]
  - 3월 6일 - 돈 키호테 ''아키하바라''점과의 콜라보로 'FANZA'를 이미지로 한 온라인 숍 'FANZA SHOP'을 출점했다.[30]

## 주요 서비스

### 동영상 서비스
- FANZA 동영상
  - 일반인 영상
  - 성인 애니메이션
  - 에로 영화
- FANZA 월정액 영상
  - 미호다이ch 디럭스
  - 플레이걸ch
  - 소프트 온 디맨드ch
  - AV 스테이션
  - HHHch
  - KMP 채널
  - S1 NO.1 STYLEch
  - MOODYZ 채널
  - 모소조쿠(妄想族)ch.
  - 앨리스 JAPANch
  - 모모타로(桃太郎) BB
  - VRch
  - 숙녀 채널
  - 드림 채널
  - 마니아 ch
  - 일반인 걸즈 콜렉션
  - 성인 애니메이션 채널
  - 핑크 영화 ch
  - 파라다이스 TV ch
- FANZA 무료 영상
- FANZA TV

### 라이브 채팅
- FANZA 라이브 채팅 ※성인·유부녀·비성인·버추얼

### 온라인 렌탈
- FANZA 렌탈 ※성인 DVD 이외는 DMM.com과 공통.

### 동인 다운로드
- FANZA 동인

### 전자 서적 전송 서비스
- FANZA 북스
- FANZA 북스 마음껏 읽기

### 통판 서비스
- FANZA 통판 ※DVD·복각 DVD·어른의 장난감·애니메이션·PC 게임·북·동인
  - FANZA 마켓 플레이스
  - FANZA 어덜트 옥션

### 온라인 뽑기 서비스
- FANZA 온라인 뽑기

### WEB 미디어
- FANZA 뉴스

### 온라인 게임
- FANZA GAMES ※합동회사 EXNOA의 운영
- FANZA 캐치 ※온라인 크레인 게임

### 기타 서비스
- FANZA 만남

### 복합 카페용 서비스
- FANZA 채널

## 월간 FANZA
2018년 8월(2018년 10월호)에 창간한 어덜트 비디오 정보지이다. 발매처는 지오티(ジーオーティー)이다. 편집은 사이버 키즈(サイバーキッズ)이다. 잡지 코드는 06439이다. 캐치코피는 '세계 제일의 AV 잡지'. 계속 전지(잡지 코드)는 2000년에 창간해 2018년 9월호로 간행 종료로 되었다. 『월간 DMM』이나 JP 번호는 다른 것으로 되어있다. 『월간 DMM』 창간 시의 캐치코피는 '남자의 엔터테인먼트 잡지'이다.
모든 기사가 편집자, 라이터의 기명 기사로 되어있다.

### 주요 연재 코너
HATSUMONO!
신인 AV 여배우 인터뷰 및 데뷔작의 신작 리뷰.
인기 여배우 NOW!(人気女優NOW!)
AV 여배우 인터뷰, 또 주로 기획 단체 여배우의 신작을 여배우별로 정리해서 리뷰. 단체 여배우의 리뷰는 후술할 UAR에 게재.
인터뷰 기획은 '이렇게나 야해졌습니다'(こんなにエロくなりました)라는 제목으로 따로 되는 경우도 있다.
어떻~게든 그녀의 매력을 알아줬으면 해! 인터뷰(ど〜しても彼女の魅力をわかって欲しい!インタビュー)
2022년의 AV 출연 피해 방지·구제법 발령 이후, 신인 AV 여배우가 감소했고, 'HATSUMONO!' 코너가 비정기로 되어 주목 여배우에게 재차 인터뷰를 시도하는 기획.
판자 시스터!! ASIA'S LARGEST ALL-GENRE NO.1ADULT SITE!(ファンザジスタ!! ASIA'S LARGEST ALL-GENRE NO.1ADULT SITE!)
어덜트 비디오, 성인 게임, 동영상, 전자 코믹스, 온라인 게임의 각 장르의 정보를 각각 치밀히 전한다. 2022년까지의 구 코너명은 '올 장르 어덜트 직송편 FANZA 사이트 EXPRESS'(オールジャンルアダルト直送便 FANZAサイトEXPRESS)이다.
FANZA RANKING
FANZA 사이트 내의 매상 랭킹을 작품, 여배우별 등 세 카테고리를 발췌해 소개. 대체로 잡지 발매 3개월 전의 위클리 랭킹을 게재.
신작 사쿠사쿠(新作サクサク)
발매 일정 스케줄을 제작사별로 게재. 월간 DMM 시절부터 유일하게 계속되는 코너.
감복! 사랑스러운 여배우님(感服!愛しの女優様)
러셔 미요시(ラッシャーみよし)의 칼럼.
종이 VRAV
고치 가쓰토모(東風克智)의 칼럼.
남자의 판자(男のファン座)
독자 투고 코너 투고는 엽서 및 봉서만 접수받고 있다. 담당은 편집부의 바쿠시코타케찬(爆シコタケちゃん)이다.
UAR The Ultimate Adult Review 궁극 어덜트 리뷰
7~9명의 리뷰어가 담당하는 리뷰 칼럼. 여배우, 구성, 종합의 세 항목을 100점 만점으로 채점. 단체 작품, 기획 작품을 따지지 않고 매호 약 150 작품을 리뷰.
우리들의 자기 부담 AV(俺たちの自腹AV)
리뷰어를 포함한 "AV 맹자"가 매회 자기 부담 구입 작품을 리뷰. 2020년 6월호에서 '그 대단한 AV를 한 번 더'(あの素晴らしいAVをもう一度)로 리뉴얼. 통상 리뷰와 차이를 명확히 하기 위해 작품은 '생산 중단으로 되지 않은 준신작, 구작'을 대상으로 한다. 첫회 담당은 사와키 다케히코(沢木毅彦), 고치 가쓰토모(東風克智)이다.
INFORMATION & PRESENT
AV에 관련된 토크쇼나 이벤트의 리포트, 서적 발매의 뉴스 등을 치밀히 정리한 코너. 프레젠트 코너도 겸한다.

### 과거의 연재 코너
USU-V NEWS
월간 DMM 시절에 연재된 엷게 검열한 비디오 소개 코너

### 내용주
1. ↑  정리해서 리뷰하는 콘셉트에서 전속 여배우도 여러 제작사를 겸임하는 경우는 포함된다.

### 참조주
1. ↑  합동회사 DMM.com. “『DMM.R18』에서 『FANZA』로 시스템 운용 구축은 DMM이 계속으로 합의(『DMM.R18』から『FANZA』へ システム運用構築はDMMが継続で合意)”. PR TIMES.
2. 1 2  합동회사 DMM.com. “성인용 사업을 분사화 주식회사 디지털 코머스를 설립(成人向け事業を分社化 株式会社デジタルコマースを設立)”. PR TIMES.
3. ↑  “ABOUT FANZA”. DMM.com. 2018년 8월 2일에 원본 문서에서 보존된 문서. 2025년 2월 23일에 확인함.
4. ↑  INPIT. “상표 출원·등록 정보(정보 화면)｜J-PlatPat(商標出願・登録情報（インフォメーション画面）｜J-PlatPat)”. 《www2.j-platpat.inpit.go.jp》 (일본어).
5. ↑  KAI-YOU.net (2018.08.16). “'DMM.R18'에서 'FANZA'로 세계 No.1의 디자인 기업이 도전하는 어덜트한 리브랜딩(「DMM.R18」から「FANZA」へ 世界No.1のデザイン企業が挑むアダルトなリブランディング)”.
6. ↑  슈에이샤 '주간 플레이보이'(週刊プレイボーイ) 2018년 No.38 158-160페이지
7. ↑  나카무라 아쓰히코(中村淳彦) 『동인 AV 여배우 빈곤 여자와 어덜트 격차』(同人AV女優 貧困女子とアダルト格差)(2023년, 쇼덴샤신쇼(祥伝社新書), 쇼덴샤(祥伝社)) 66‐68페이지
8. ↑  관보(官報) 헤이세이 30년(2018년) 1월 31일 본지 제193호 30페이지 흡수 분할 공고
9. ↑  “성인용 콘텐츠 브랜드 "DMM.R18"은 8월 1일(수)부터 신명칭 "FANZA"로 바꿨습니다(成人向けコンテンツブランド『DMM.R18』は8月1日(水)より新名称『FANZA』に変わりました)”. ValuePress.
10. ↑  “FANZA 라이브 채팅에서 버추얼 라이브 채팅 플로어(β)를 OPEN 버추얼 캐릭터로 특화한 라이브 채팅을 제공 개시(FANZAライブチャットにて バーチャルライブチャットフロア（β）をOPEN バーチャルキャラクターに特化したライブチャットを提供開始)”. 《valuepress》.
11. ↑  “FANZA 동영상, 980엔(세금 별도)으로 15만 편 이상의 성인 영상이 30일간 마음껏 볼 수 있게 되는 정액 서비스 '미호다이ch 베이직'을 릴리스~시청 코드의 판매를 개시~(FANZA動画、980円(税抜)で15万本以上のアダルト動画が30日間見放題になる定額サービス「見放題chベーシック」をリリース〜視聴コードの販売を開始〜)”. 《valuepress》.
12. ↑  “FANZA 동영상, 4K 성인 영상의 판매를 개시 ~대상 작품 100편 이상~판매 개시일: 2020년 11월 4일(수)~(FANZA動画、4Kアダルト動画の販売を開始 〜対象作品100本以上〜 販売開始日：2020年11月4日（水）〜)”. 《valuepress》.
13. ↑  “DMM GAMES, '합동회사 EXNOA(엑스노아)'로 상호 변경 성인용 게임 사업을 'FANZA GAMES'로(DMM GAMES、「合同会社EXNOA(エクスノア)」に商号変更 成人向けゲーム事業を「FANZA GAMES」に)”. 《gamebiz【게임비즈】》.
14. ↑  “【중요】 일부 상품 취급, 월정액 채널 종료의 공지(【重要】一部商品取り扱い、月額チャンネル終了のお知らせ)”. 《FANZA 동영상 전송 서비스로부터의 공지》. 2021/02/25.
15. ↑  “【중요】 일부 제작사 판매 종료의 공지(【重要】一部メーカー販売終了のお知らせ)”. 《FANZA FANZA 통판으로부터의 공지》. 2021/02/25.
16. 1 2  사키 신이치(冴喜シンイチ) 'FANZA 제일의 AV 전송 시장에서 느껴지는 폐색감'(FANZA1強のAV配信市場に感じられる閉塞感) 『어덜트 미디어 연감 2024』(アダルトメディア年鑑2024)(2023년, 이스트 프레스(イースト・プレス)) 130-134페이지
17. ↑  “FANZA 라이브 채팅에서 버추얼 플로어가 정식 OPEN! 안정된 24시간 가동과 업계 최대급의 버추얼 채팅 걸이 재적 2021년 12월 7일(화)부터(FANZAライブチャットにてバーチャルフロアが正式OPEN！ 安定した24時間稼働と業界最大級のバーチャルチャットガールが在籍 2021年12月7日（火）より)”. 《valuepress》.
18. ↑  “'AV 신법'으로 업계는 사활 문제. 그럼에도 DMM이 침묵인 배경(「AV新法」で業界は死活問題。それでもDMMがダンマリな背景)”. 《SAKISIRU(사키시루) | 앞을 안다, 새로운 대형 미디어》 (일본어). 2022년 6월 17일.
19. ↑  “중요!! 무려 오늘부터 기다리고 기다리던 FANZA에서의 통판이 재개됐습니다 순차, VR·2D 전송 작품도 재개됩니다(重要‼️ なんと本日から待ちに待ったFANZAでの通販が再開しました 順次、VR・2D配信作品も再開されます)”. 미야지마 메이(宮島めい)🐼@miyajima100. 2022년 3월 1일.
20. ↑  “FANZA 북스가 풀컬러 웹툰에 대응 'EROTOON'으로 작품의 전송을 개시(FANZAブックスがフルカラー縦読みマンガに対応「EROTOON」として作品の配信を開始)”. 《valuepress》.
21. ↑  “꽝 없음! 'FANZA'에서 신 서비스 'FANZA 온라인 뽑기' 서비스 개시 결정! 서비스 개시 예정일: 2022년 5월 27일(금)(ハズレなし！「FANZA」から新サービス「FANZAオンラインくじ」サービス開始決定！ サービス開始予定日：2022年5月27日（金）)”. 《valuepress》.
22. ↑  “2022년 8월 17일 ~'FANZA 동영상'에서 8K VR 동영상의 전송을 스타트~(2022年8月17日〜 「FANZA動画」で8KVR動画の配信をスタート〜)”. 《hsub》.
23. ↑  “1628엔(세금 포함)으로 10만 작품 이상을 마음껏 볼 수 있다! 'FANZA TV Plus'를 릴리스(1628円(税込)で10万作品以上が見放題！「FANZA TV Plus」をリリース)”. 《valuepress》.
24. ↑  “Welcome to FANZAstic Party! 2018년에 탄생한 FANZA는 덕분에 5주년을 맞이했습니다.(Welcome to FANZAstic Party!2018年に誕生したFANZAはおかげさまで5周年を迎えました。)”. 《FANZA》 (일본어). 2024년 2월 16일.
25. ↑  “【해적판 대책 프로젝트】 miru PV 촬영 인터뷰 - fempass(펨패스)(【海賊版対策プロジェクト】miru PV撮影インタビュー - fempass（フェムパス）)”. 《fempass(펨패스) - 다채로운 시점으로 살아가는 '당신'의 등을 밀어주는 Web 미디어》 (일본어). 2024.02.17.
26. ↑  “【해적판 대책 프로젝트】 이시카와 미오 PV 촬영 인터뷰 - fempass(펨패스)(【海賊版対策プロジェクト】石川澪 PV撮影インタビュー - fempass（フェムパス）)”. 《fempass(펨패스) - 다채로운 시점으로 살아가는 '당신'의 등을 밀어주는 Web 미디어》 (일본어). 2024.02.17.
27. ↑  “【해적판 대책 프로젝트】 사쿠라 모모 PV 촬영 인터뷰 - fempass(펨패스)(【海賊版対策プロジェクト】桜空もも PV撮影インタビュー - fempass（フェムパス）)”. 《fempass(펨패스) - 다채로운 시점으로 살아가는 '당신'의 등을 밀어주는 Web 미디어》 (일본어). 2024.02.17.
28. ↑  “©JAV 해적판 대책 프로젝트 | 콘텐츠의 위법적인 업로드 다운로드·시청은 전부 해적 행위(©JAV海賊版対策プロジェクト | コンテンツの違法なアップロードダウンロード・視聴はすべて海賊行為)”. 《©JAV Anti-Piracy Project》 (일본어).
29. ↑  “"어른의 크레인 게임"이 'FANZA'에 등장 온라인 크레인 게임 'FANZA 캐치' 3월 4일(월)부터 제공 개시(”オトナのクレーンゲーム”が「FANZA」に登場 オンラインクレーンゲーム「FANZAキャッチ」3月4日（月）より提供開始)”. 《valuepress》.
30. ↑  “FANZA 첫 리얼 점포 'FANZA SHOP'이 아키하바라에 등장! ~돈 키호테 아키하바라점 한정으로 FANZA 사이트의 세계관을 완전 재현~(FANZA初のリアル店舗「FANZA SHOP」が秋葉原に登場！〜ドン・キホーテ秋葉原店限定で、FANZAサイトの世界観を完全再現〜)”. 《valuepress》.
31. ↑  야스다 리오(安田理央) 『일본 음란 서적 전사』(日本エロ本全史) 오타 출판(太田出版)(2019년 7월) 242페이지
32. ↑  야스다 리오(安田理央) 『일본 음란 서적 전사』(日本エロ本全史) 오타 출판(太田出版)(2019년 7월) 272페이지
33. ↑  “어덜트 잡지는 누가 사? 베테랑 편집자가 말하는 의외의 수요와 일의 긍지｜신R25-20대 비지니스 퍼슨의 바이블(アダルト雑誌って誰が買うの？ ベテラン編集者が語る意外な需要と仕事の矜持｜新R25 - 20代ビジネスパーソンのバイブル)”. 《신R25(新R25)》 (일본어).
34. ↑  야스다 리오(安田理央) '절멸했다고 생각했더니 지금도 남아있는 음란 서적의 이곳이 대단하다'(絶滅したと思いきや今も残るエロ本のココがスゴい) 『실화 BUNKA 터부』(実話BUNKAタブー, 코어 매거진(コアマガジン)) 2023년 3월호 123-126페이지

## 같이 보기
- FANZA 어덜트 어워드
- DMM.com